# Eriogyna cidosa
Eriogyna cidosa är en fjärilsart som beskrevs av Moore 1865. Eriogyna cidosa ingår i släktet Eriogyna och familjen påfågelsspinnare. Inga underarter finns listade i Catalogue of Life.